# 大阪市立高津中学校
大阪市立高津中学校（おおさかしりつ こうづ ちゅうがっこう、英: Osaka Municipal Kozu Junior High School）は、大阪府大阪市天王寺区にある公立の中学校。

## 概要
校地は前期難波宮以来の大阪の都心部上町台地にあり、校区は天王寺区の北部、おおむね長堀通を北端・上町筋を西端・JR大阪環状線を東端・千日前通および近鉄大阪線を南端とした約1平方キロメートル。玉造や上本町（上六）、鶴橋界隈の一部も含まれている。
2013年年度、大阪市教育委員会から「英語イノベーション事業」重点校に指定された。これは小・中学校9年間を見通した市独自の英語教育で、特に音声指導フォニックス学習法を取り入れ、「生徒が積極的に自分の意見や考えを伝えられる英語コミュニケーション能力」を育む。
校歌は詩人の小野十三郎による作詞、川澄健一による作曲で1954年3月11日に制定された。

## 沿革
1952年4月1日、旧・大阪市立高津中学校から味原・真田山の両小学校の校区を分離する形で、天王寺区北山町に大阪市立高津中学校として開校した。従来の高津中学校は大阪市立夕陽丘中学校へ同時に改称している。
開校8ケ月後の1952年12月に現在地に移転。この敷地は、太平洋戦争の戦災被害で廃校になった大阪市清堀国民学校の跡地を転用した。

### 年表
- 1952年 - 4月1日、「大阪市立高津中学校として開校。12月20日、現在地へ移転
- 1953年 - 6月25日、復興記念式を挙行。この日を創立記念日とする
- 1992年 - 4月1日、文部省から教育課程の研究開発校に指定
- 1996年 - 9月21日、大阪市中学生国際交流事業のホストスクールに指定。オーストラリアから中学生・高校生を受け入れ
- 2008年 - 10月、大阪市教育委員会のユビキタスネットワークスクールのモデル実施校に指定
- 2011年 - 7月、NIE（教育に新聞を）実践校に指定。11月3日、創立60周年記念式を挙行
- 2013年 - 6月、小・中学校英語教育重点校（英語イノベーション事業）に指定[5]

## 部活動など
部活動では、吹奏楽部が2013年大阪府吹奏楽コンクール大阪府代表となり、全日本吹奏楽コンクール関西大会で銀賞となったのをはじめ、府大会や地区大会で上位に入り受賞している。

## 通学区域
- 大阪市立味原小学校と大阪市立真田山小学校の通学区域。

大阪市天王寺区 味原町、味原本町、小橋町、下味原町、東高津町、舟橋町、上本町1丁目-5丁目、上本町6丁目2番、餌差町、空清町、空堀町、真田山町、清水谷町、城南寺町、玉造本町、玉造元町。

## 交通
- Osaka Metro（地下鉄）谷町線 谷町六丁目駅 3号出口 南東へ約900m
- Osaka Metro（地下鉄）長堀鶴見緑地線 玉造駅 南西へ約850m、JR大阪環状線 玉造駅 南西へ約1.2km
- 近鉄大阪線・奈良線・難波線 大阪上本町駅 北東へ約950m
- 地下鉄千日前線 鶴橋駅 北西へ約1.1km、近鉄・JR大阪環状線 鶴橋駅 北西へ約1.2km

## 著名な出身者
- 赤井伸郎 - 大阪大学大学院国際公共政策研究科教授
- 上井喜彦 - 埼玉大学学長（第11代）、名誉教授
- 瀬尾健 - 京都大学原子炉実験所助手。いわゆる熊取六人衆の一人
- 中村藍子 - 女子プロテニス選手
- ヒロユキMc-Ⅱ（宮戸洋行） - お笑いタレント（元GAG）
- 青山華依 - 日本の陸上競技選手。東京オリンピック(2020)にも出場。